# Ngột Đột Cốt
Ngột Đột Cốt (chữ Hán:兀突骨, bính âm: Wutugu) là một nhân vật hư cấu trong tiểu thuyết Tam Quốc diễn nghĩa của Nhà văn La Quán Trung, trong tiểu thuyết này, Ngột Đột Cốt là người Nam Man và là vua của nước Ô Qua (chữ Hán: 烏戈, bính âm: Wuge), đồng minh của Mạnh Hoạch. Thường hay cưỡi voi,Ngột Đột Cốt có đội quân giáp mây (藤甲兵) lợi hại, đã đem quân giúp Mạnh Hoạch chống lại quân Thục Hán xâm lược vùng Nam Trung do Gia Cát Lượng chỉ huy, sau đó bị Gia Cát Lượng lập mưu sai Ngụy Diên và Mã Đại dụ toàn quân vào hang Xà Bàn và thiêu chết ở đó.

## Thân thế và lực lượng
Tam Quốc diễn nghĩa hồi 90 mô tả chi tiết về Ngột Đột Cốt và nước Ô Qua. Theo đó thì vua nước Ô Qua tên là Ngột Đột Cốt, mình dài hai trượng, cưỡi voi trắng, đầu đội mũ nhật nguyệt, mình mặc áo kim châu, mai vây dưới nách lộ cả ra ngoài, mắt nhấp nhánh như ánh chớp, không ăn thóc gạo, chỉ ăn toàn những giống rắn độc, tên bắn không vào. Nước Ô Qua không có nhà cửa, mọi người ở cả trong hang núi, ở đấy không có luân lý gì.
Ngột Đột Cốt có mười vạn binh (trong đó đã huy động ba vạn quân giúp Mạnh Hoạch), cả thảy đều mặc giáp bằng mây ngâm dầu phơi khô, gươm chém không được, tên bắn không thủng. Đột Cốt lại có tài điều binh khiển tướng. Dưới trướng còn có hai tướng là Sĩ An và Hề Nê.
Quân thủ hạ toàn mặc áo giáp mây, mặt mũi kỳ dị, hình thù quái gở, đều dùng mã tấu. Dây mây mọc ở trong khe núi, leo bám vào vách đá, người xứ ấy lấy tẩm vào trong dầu nửa năm, mới vớt ra phơi khô, phơi rồi lại tẩm, hơn mười lượt, rồi đem chế làm áo giáp. Mặc vào mình, lội xuống nước không chìm, tên bắn, dao chém cũng không thấu. Bởi thế, gọi là "quân giáp mây", đặc biệt là khi đến một con sông gọi là Đào Hoa, hai bên bờ toàn là cây đào, lâu ngày lá rụng xuống nước, người nơi khác uống phải thì chết ngay, chỉ người Ô Qua uống vào lại khỏe thêm ra.

## Tham chiến và tử trận
Trong Tam Quốc diễn nghĩa, sau lần thứ sáu chống lại quân Thục thất bại, Mạnh Hoạch dẫn đám quân rệu rã đến cầu cứu Ngột Đột Cốt ở nước Ô Qua. Ngột Đột Cốt đồng ý và có binh lực nhiều nên lần này Mạnh Hoạch yên tâm lắm. Ngột Đột Cốt đã cất ba vạn quân giáp mây và đích thân cùng hai tướng là Sĩ An và Hề Nê, cất quân kéo về phía đông bắc. Ngột Đột Cốt sai hạ trại ở cửa bến đợi quân Thục tới.
Ngày hôm sau, Ngột Đột Cốt dẫn một toán quân giáp mây qua sông đánh quân Thục, chiêng trống vang trời. Ngụy Diên dẫn quân ra địch lại. Quân Man kéo ồ đến, quân Thục bắn không thủng được áo giáp, tên rơi tua tủa xuống đất, gươm giáo đâm chém cũng không thấu. Quân Man đều dùng mã tấu. Quân Thục không địch nổi, phải bỏ chạy. Quân Man không đuổi theo. Ngụy Diên quay lại đuổi mãi đến bến đò, thấy quân Man mặc cả áo giáp, lội xuống nước bơi đi. Người nào mệt mỏi lắm thì cởi áo giáp, thả xuống nước, rồi ngồi lên chèo đi.
Sau đó Ngột Đột Cốt không may bị trúng hoả công nên đã thiệt mạng. Nguyên nhân là Khổng Minh sau khi nghiên cứu kỹ lưỡng địa hình bèn bày binh bố trận dụ quân của Đột Cốt chạy vào Bàn Xà Cốc và thiêu rụi toàn bộ binh mã của Ngột Đột Cốt. Gia Cát Lượng đã bày kế, nhữ cho quân của Ngột Đột Cốt thắng vài trận, chiếm được vài địa điểm và rút lui, Ngột Đột Cốt mừng lắm thúc quân đuổi đến tận hang Xà Bàn. Khi gần ra khỏi cửa hang, thì không thấy quân Thục, chỉ có đá gỗ chồng chất ngổn ngang lấp cả lối đi. Ngột Đột Cốt sai quân dọn đường. Bỗng nhiên, các cỗ xe phía trước mặt, toàn chứa củi khô cỏ ráo, lửa ở đâu bốc cháy.
Ngột Đột Cốt vội vàng rút quân về, lại thấy hậu quân nhốn nháo cả lên, nói cửa hang đằng sau cũng bị củi cỏ chặn lấp cả rồi, trong củi toàn là thuốc súng nổ tứ tung. Ngột Đột Cốt thấy không có cây cối gì, sai tìm đường chạy. Bỗng đâu lửa ở hai bên sườn núi ném ra, lửa bay đến đâu, địa lôi ở dưới đất nổ tung đến đấy. Trong hang đỏ rực toàn lửa, hơi lém vào áo giáp mây là cháy, quân Man bị đốt, kẻ thì co quắp, người thì quằn quại, quá nửa bị pháo đạn bắn, vỡ đầu, sứt má, xương thì tan tành, chết rụi trong hang, mùi khét lẹt bốc lên không sao chịu được. Ngột Đột Cốt và ba vạn quân ôm nhau chết thui cả trong Bàn Xà.